# Reidar Aulie
Reidar Aulie (født 13. marts 1904, død 23. november 1977) var en norsk maler. I 1930'erne malede han socialistisk-inspirerede billeder. Han blev også kendt for sine malerier produceret under 2. verdenskrig, for hvilke han blev arresteret og sat i Grini fangelejr. Han illustrerede flere af Ingeborg Refling Hagens bøger. I 1950 malede han fresken "Arbeiderbevegelsens historie" på Oslo Rådhus. Fra 1958 var han professor, rektor fra 1965, ved Statens kunstakademi i Oslo.